# Three Sisters (Australia)

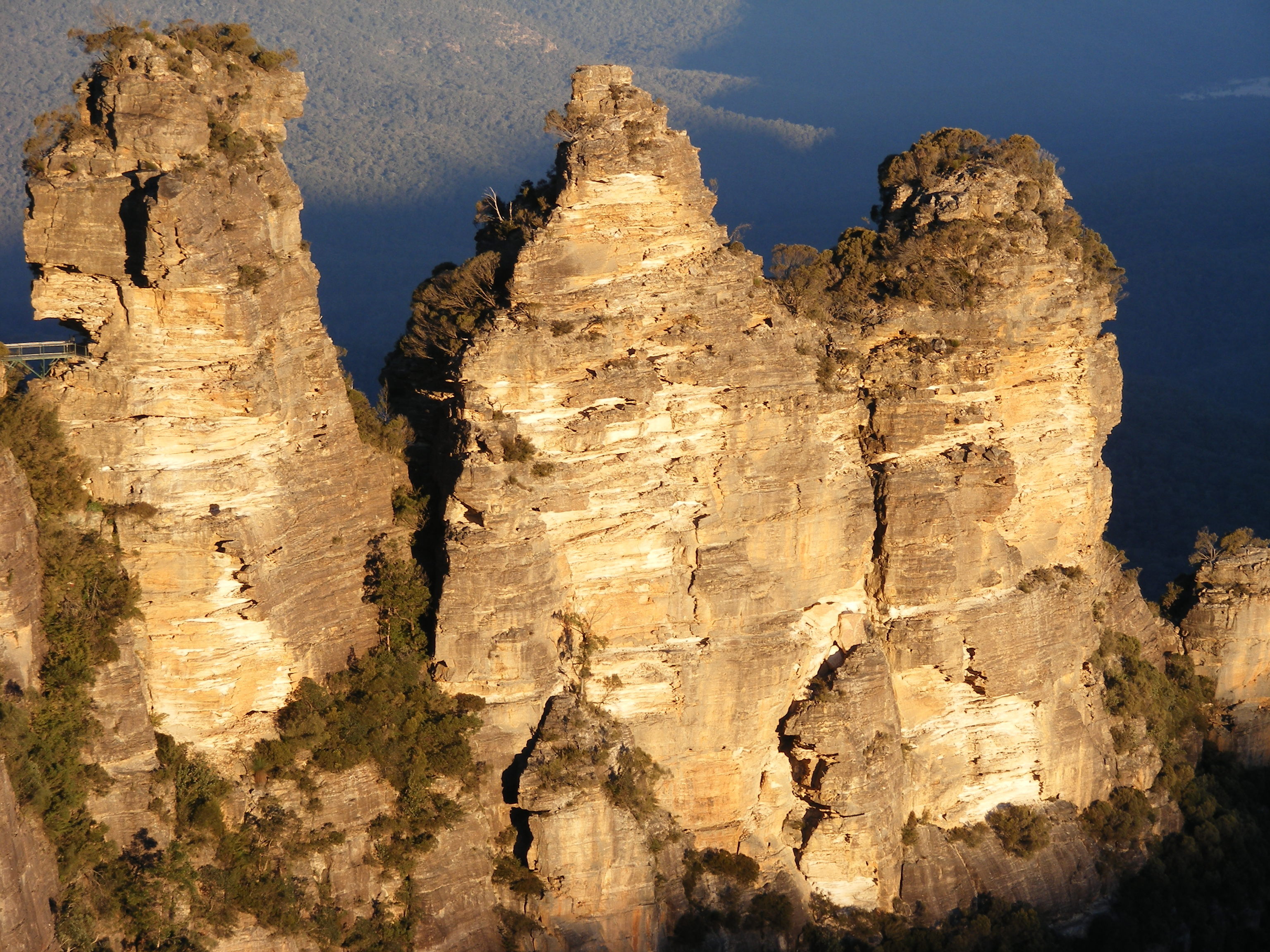
Three Sisters

Three Sisters (pol. Trzy Siostry) – formacja skalna w Górach Błękitnych, na terenie stanu Nowa Południowa Walia, w Australii. Znajduje się w Parku Narodowym Gór Błękitnych, w pobliżu miejscowości Katoomba, około 100 km na zachód od Sydney.
Położona jest u wlotu do doliny Jamison Valley, składa się z trzech skał: Meehni (922 m n.p.m.), Wimlah (918 m n.p.m.) oraz Gunnedoo (906 m n.p.m.). Skały powstały w wyniku erozji piaskowca. Stanowią lokalną atrakcję turystyczną.